# Parafia Matki Bożej Bolesnej w Podczerwonym
Parafia Matki Bożej Bolesnej w Podczerwonem – parafia należąca do dekanatu Czarny Dunajec archidiecezji krakowskiej.